# Psychic Force 2012
Psychic Force 2012 (サイキックフォース2012?, Saikikku Fōsu 2012) è un videogioco picchiaduro a incontri sviluppato da Taito per arcade nel 1998, seguito di Psychic Force. Successivamente il titolo è stato convertito nel 1999 per le console Dreamcast e PlayStation, su quest'ultima piattaforma ha assunto il titolo Psychic Force 2 (サイキックフォース2?, Saikikku Fōsu Tsū), e per i PC basati su Microsoft Windows ed infine nel 2008 la versione per PS1 è stata resa disponibile per la distribuzione digitale sul servizio online PlayStation Network.

## Trama
Ambientato due anni dopo gli eventi di Psychic Force, ovvero nel 2012, il sequel presenta il mondo combattuto nel fuoco incrociato tra due fazioni che vogliono prendere il controllo della Terra. Al ritorno dalla fatale battaglia contro il suo vecchio amico Burn Griffiths, Keith Evans fa rinascere il corpo della NOA ribattezzandolo come Neo NOA e cerca nuovamente di creare un'utopia per i soli "Psichionici" (guerrieri dotati di poteri fuori dal comune). Richard Wong, ex membro della NOA, crea un suo gruppo di combattenti conosciuto come "L'Esercito" (The Army) e vuole eliminare la Neo NOA in modo da conquistare il mondo. Vista la presenza di due gruppi che lottano fra loro per il destino della Terra, alcuni Psichionici indipendenti si ritrovano a confrontarsi con entrambe le fazioni per trovare la verità, le loro famiglie e i loro amici scomparsi.

## Personaggi
Psychic Force 2012 introduce sette nuovi personaggi, alcuni di questi presentano uno stile di combattimento simile a quello di altri membri del cast comparsi nel primo capitolo.

### Nuovi personaggi
Might (マイト?, Maito)
Doppiato da: Hikaru Midorikawa.
Il nuovo protagonista della serie. Un giovane ragazzo che ha l'abilità di padroneggiare i fulmini nelle battaglie. Nonostante svolga la professione di cacciatore di Psichionici da diverso tempo, comincia a chiedersi quale sia il motivo per cui svolge tale lavoro e perciò cerca una risposta nei suoi avversari.
Patricia Myers (パトリシア・マイヤース?, Patorishia Maiyāsu)
Doppiata da: Motoko Kumai.
Soprannominata Patty (パティ?, Pati), giovane ragazza che usa come potere il tono della propria voce. Cara amica di Might, Patty veglia sempre di lui assicurandosi sempre che non finisca nei guai. Oltre a ciò, ha un importante missione personale, quella di trovare la sua madre scomparsa nel nulla.
Carlo Belfrond (カルロ・ベルフロンド?, Karuro Berufurondo)
Doppiato da: Daiki Nakamura.
Un uomo intellettuale con il potere dell'acqua. Carlo è uno dei nuovi subordinati di Keith all'interno della Neo NOA e sostiene il progetto utopico del suo capo assieme alla sua giovane sorella Regina, giura di eliminare tutti coloro che si oppongono al volere dell'organizzazione per cui presta servizio.
Regina Belfrond (レジーナ・ベルフロンド?, Rejīna Berufurondo)
Doppiata da: Orine Fukushima.
Una bella donna che sfrutta a suo favore il fuoco. Proprio come il fratello maggiore Carlo, anche lei aiuta Keith nella sua ambizione e combatte per fare diventare il suo sogno realtà.
Gudeath (ガデス?, Gadesu)
Doppiato da: Ryūzaburō Ōtomo.
Uno spietato guerriero che fa uso della gravità nelle battaglie. Brutale e crudele, non gli piacciono le persone che lui stesso ritiene deboli, in special modo i membri della Neo NOA, che giura di uccidere assieme a chiunque gli sbarrerà la strada dimostrando di essere superiore a chiunque altro al mondo.
Setsuna (刹那?)
Doppiato da: Tetsuya Sakai.
Un uomo dal cuore freddo come il ghiaccio che usa l'oscurità. Nonostante serva L'Esercito per il brivido di combattere contro potenti avversari, i suoi piani prevedono di eliminare Wong per assumere il pieno controllo dell'organizzazione, in modo molto simile al rapporto tra Wong e Keith nel primo capitolo.
Genshin Kenjoh (灌頂玄信?, Kenjoh Genshin)
Doppiato da: Hiroshi Ito.
Un monaco asceta giapponese (Yamabushi) che sfrutta la magia Shugendō per combattere. Proprio come Genma nel primo gioco, Genshin è convinto che tutti gli Psichionici siano malvagi e vuole sopprimerli tutti per salvare una giovane Yamabushi chiamata Shiori, rapita da Wong e dalla sua organizzazione, L'Esercito.

### Vecchi personaggi
Burn Griffiths (バーン・グリフィス?, Bān Gurifisu)
Doppiato da: Mitsuaki Madono.
Il protagonista della serie. Risvegliatosi dal suo lungo sonno in una prigione di ghiaccio creata da Keith due anni prima nel loro ultimo scontro, Burn è preparato non solo a fermare sia la Neo NOA che L'Esercito ma anche a provare a convincere nuovamente Keith a rinunciare alla sua ambizione di creare un mondo composto esclusivamente da Psichionici.
Emilio Michaelov (エミリオ・ミハイロフ?, Emirio Mihairofu)
Doppiato da: Minami Takayama.
Ragazzo con le ali da angelo, nel corso dei due anni è stato sottoposto al lavaggio del cervello da Wong, che lo ha fatto entrare all'interno dell'Esercito per i suoi scopi. A differenza del primo capitolo, qui emerge anche il suo lato oscuro con cui dovrà infine confrontarsi.
Wendy Ryan (ウェンディー・ライアン?, Wendī Raian)
Doppiata da: Kyōko Hikami.
Dopo aver perso sua sorella Sonia nel precedente gioco, parte alla ricerca di Burn e Emilio, scomparsi entrambi misteriosamente durante i due anni dall'ultima battaglia.
Richard Wong (リチャード・ウォン?, Richādo Won)
Doppiato da: Mitsuaki Madono.
Ex consigliere della NOA nel primo capitolo, è diventato capo dell'organizzazione conosciuta con il nome de L'Esercito la quale si oppone alla Neo NOA, rimane invariato il suo progetto per la conquista del mondo.
Gates Oltsman (ゲイツ・オルトマン?, Geitsu Orutoman)
Doppiato da: Ryūzaburō Ōtomo.
Soldato cibernetico riprogrammato da Keith che lo tiene sotto il suo controllo per servirlo all'interno della Neo NOA.
Keith Evans (キース・エヴァンス?, Kīsu Evuansu)
Doppiato da: Kyousei Tsukui.
Leader della Neo NOA che prova nuovamente a creare un'utopia per soli Psichionici ma allo stesso tempo è preoccupato per il suo amico Burn, che lo ha fatto addormentare all'interno di una prigione di ghiaccio negli ultimi due anni.

### Esclusivi diPsychic Force 2
Questi personaggi sono stati aggiunti nella conversione per PlayStation di Psychic Force 2012, conosciuta con il titolo di Psychic Force 2. Tutti quanti provengono dal primo Psychic Force ma non sono mai comparsi nelle versioni arcade, Dreamcast e PC di questo seguito. Possono essere sbloccati nel corso del gioco ma non sono disponibili nella modalità Storia, nella quale sarebbero dovuti originariamente apparire ognuno con un ruolo ben specifico.
Sonia (ソニア?)
Doppiata da: Ayako Shiraishi.
Una bioroide nonché la sorella scomparsa di Wendy, il suo vero nome è Chris Ryan (クリス・ライアン?, Kurisu Raian).
Brad Kilsten (ブラド・キルステン?, Burado Kirusuten)
Doppiato da: Ryūsei Nakao.
Uomo che soffre di un disturbo di personalità, che lo rende imprevedibile in battaglia mentre il suo lato gentile si scontra spesso con quello psicotico.
Rokudo Genma (六道玄真?, Genma Rokudo)
Doppiato da: Yōsuke Akimoto.
Un monaco asceta giapponese (Yamabushi) che sfrutta la magia Shugendō per combattere.

## Modalità di gioco
Il sistema di combattimento di Psychic Force 2012 rimane invariato rispetto al predecessore, ma i controlli sono stati ridefiniti ed è stato apportato un bilanciamento nelle meccaniche di gioco, che sono state arricchite con varie aggiunte. Ai lati dello schermo sono presenti due barre, una per giocatore, le quali rappresentano la vita e la forza Psycho. Come i punti vita diminuiscono, quella dell'energia psichica aumenterà, quest'ultima sarà essenziale per eseguire gran parte delle mosse. Questo indicatore va da un minimo di 100% ad un massimo di 200%, più sarà alto il valore e più il guerriero sarà forte.
Anche qui le battaglie si svolgono in un'area cubica determinata da un campo di forza magico, che però al contrario del predecessore può essere infranto nel caso si utilizzi uno mossa speciale durante l'ultimo round tra due contendenti, provocando così la distruzione dell'arena.
Gli attacchi energetici possono essere leggeri, i quali non esauriranno energia Psycho, ma causeranno un danno da poco all'avversario. Un attacco forte invece permetterà di sparare una raffica energetica di dimensioni maggiori che consumerà la barra del 30% aumentando anche le ferite del nemico se l'attacco riesce ad andare in porto. Quando due personaggi si trovano vicini l'uno all'altro non potranno sfruttare tali mosse ma torneranno a fare uso del combattimento corpo a corpo con calci e pugni tipici della maggior parte dei picchiaduro. Entrambi i tipi di attacchi possono essere ripetuti in modo tale da creare delle combo, utili per atterrare l'avversario.
Tornano ad essere presenti le tattiche del primo Psychic Force le quali includono la carica Psycho, la barriera di difesa, lo scatto normale e quello veloce che si vanno ad aggiungere a quelle introdotte in Psychic Force 2012 ovvero: la barriera di ritiro, la quale può fermare gli attacchi dell'avversario ma non permetterà di spezzare una combo poiché impedisce semplicemente di parare gli attacchi più semplici dell'avversario quando questi atterra il personaggio utilizzato con il costo del 50% della barra Psycho, uno scatto laterale che permette appunto di mettersi al lato dell'avversario per superare la sua difesa, un iper carica che aumenta la barra Psycho sacrificando in parte quella della vita aumentando però la potenza offensiva, che a sua volta sarà utilizzata per un apposito indicatore della forza che apparirà nel punto più alto dello schermo (sempre al lato del giocatore), un impulso Psy che si rivela essere un contrattacco nel caso il personaggio venisse sbattuto contro il muro facendogli così scatenare una forza repulsiva, al costo del 25% della barra psichica ed infine un rompi barriera che può spezzare la barriera difensiva dell'avversario causandogli dei danni, ma può essere effettuata esclusivamente se l'avversario usa una guardia normale, consuma il 50% della barra Psycho.
La modalità Arcade di Psychic Force 2012 permette di scegliere uno dei vari personaggi giocabili e con esso bisognerà completare otto livelli affrontando tutti gli avversari che si incontreranno lungo il cammino, altra caratteristica è la presenza di un orologio che segnerà quanto tempo si impiegherà a completare il gioco, utilizzato esclusivamente per classificare i record. La modalità Storia invece presenta uno schema simile ma in questo caso il protagonista selezionato dovrà sfidare alcuni nemici specifici, con l'aggiunta di scene d'intermezzo che presenteranno dei dialoghi tra i rivali prima e dopo ogni scontro. Una volta giunto all'ottavo e ultimo livello, il giocatore dovrà confrontarsi contro il corrispettivo boss, una volta sconfitto si potrà assistere al finale del combattente scelto.

## Versioni

### Arcade
La versione per arcade è la prima pubblicata e presenta esclusivamente la modalità Arcade e tutti i personaggi sono disponibili dal principio (compreso Keith Evans che era il boss finale del primo gioco, che diventava disponibile solo dopo aver inserito un trucco nella prima versione mentre nell'edizione denominata Psychic Force EX divenne giocabile dall'inizio).

### Dreamcast
La versione per Dreamcast è la seconda ad essere pubblicata e si rivela simile a quella originale arcade con l'aggiunta delle modalità Storia, Allenamento, Multigiocatore (sia contro un altro giocatore che con la CPU) ed infine una dedicata alle sfide tra due personaggi controllati dal computer. Alcuni personaggi devono essere sbloccati giocando sia nella modalità Arcade che Storia, inoltre soddisfacendo alcuni requisiti si potranno ottenere anche due costumi aggiuntivi per Emilio.
Una differenza presente a seconda della regione di pubblicazione è l'aggiunta dei sottotitoli in inglese nella versione americana ed europea per i dialoghi in lingua originale durante la modalità Storia.

### PlayStation
La versione per PlayStation è la terza ad essere uscita e riporta il titolo Psychic Force 2. La grafica di gioco viene ridotta di qualità per via delle limitazioni hardware della console, che avrebbero comportato a continui rallentamenti durante le partite. Le modalità di gioco rimangono quasi tutte le stesse dell'edizione per Dreamcast con l'aggiunta di altre extra ovvero: Sfida a squadre (dove è possibile scegliere un gruppo di personaggi da controllare che dovrà confrontarsi contro un altro opposto), Sopravvivenza (in cui bisognerà cercare di sopravvivere il più a lungo possibile), Espansione del PSY (scelto un personaggio bisognerà affrontarne altri per aumentare la propria esperienza ed i parametri, caratteristica tipica dei videogiochi di ruolo) ed infine Album (dove è possibile vedere le immagini dei personaggi), l'unica a non fare ritorno è quella dove si poteva guardare una sfida fra due personaggi controllati dalla CPU.
Il numero di personaggi giocabili è maggiore dato che sono stati reintrodotti tre protagonisti provenienti dal primo capitolo: Sonia, Genma e Brad, i quali una volta sbloccati diventano disponibili in tutte le fasi di gioco tranne nella Storia. Il filmato introduttivo originale è stato sostituito con un altro in stile anime con il brano The legend ~a dying hero's story~ cantato da Hironobu Kageyama, inoltre al termine della modalità Arcade di ogni personaggio è possibile vedere una sigla finale animata che presenta la canzone Ai Wo Shizumeteru di Anza.
Come nell'edizione per Dreamcast la versione pubblicata in Europa presenta i sottotitoli in inglese per le scene d'intermezzo durante la modalità Storia.

### PC
La versione per PC è la quarta ad essere uscita. Conversione praticamente identica a quella per Dreamcast, sia graficamente che a livello di contenuti, presenta il supporto Glide/DirectX.
Il 22 novembre 2001 uscì una revisione, intitolata Psychic Force 2012 Reprint Edition (サイキックフォース2012復刻版?, Saikikku Fōsu 2012 Fukkoku-ban), che aggiunge la modalità Galleria contenente le immagini dei personaggi.

### PlayStation 2
Il gioco è inoltre presente all'interno di Psychic Force Complete, compilation della serie per PlayStation 2, sia nella sua versione Dreamcast che una revisionata denominata per l'occasione Psychic Force 2012 EX, che mantiene la grafica della console SEGA ma con i tre personaggi aggiuntivi dell'edizione per PlayStation, tralasciando invece la modalità Storia.

## Media

### Colonna sonora

#### Psychic Force 2012 Arrange Sound Tracks
Il 10 marzo 1999 fu pubblicato un album contenente la soundtrack BGM del gioco, il quale si intitola Psychic Force 2012 Arrange Sound Tracks- (サイキックフォース２０１２ アレンジサウンドトラックス?, Saikikku Fōsu 2012 Arenji Saundo Torakkusu).
Musiche di Hideki Takahagi.
1. Dirty Honey Bee – 4:00
2. Gravity Slugger – 6:00
3. Purely Soldier – 4:47
4. Tears & Flow – 2:59
5. Mark of the Sword of Destruction (破邪の刀印?) – 2:33
6. Season, Getting Gray – 5:49
7. Mothers – 4:47
8. Fallen Angel 2012 – 3:56
9. Control X – 1:54
10. Perfect World – 3:19
11. No Limit To... – 6:29
12. The Man in the Dark – 3:08
13. Passing Through Space-Time (時空を越えて?) – 4:47
14. Burning Storm – 5:50
15. Time of Decision (選択の時?) – 4:37
16. Innocent Tripper – 7:03

Durata totale: 71:58

#### Psychic Force 2 Extra Song Tracks+
Il 22 settembre 1999 fu pubblicato un ulteriore album intitolato Psychic Force 2 Extra Song Tracks+ (サイキックフォース２ エクストラソング・トラックス・プラス?, Saikikku Fōsu Tsū Ekusutora Songu Torakkusu Purasu), il quale contiene alcuni brani musicali cantati con le rispettive versioni karaoke.
Musiche di Hideki Takahagi.
1. Hironobu Kageyama – The legend ~a dying hero's story~ – 4:43
2. Anza – Ai Wo Shizumeteru (愛を沈めてる?) – 3:35
3. Tune of the Sealed Evil ("GENMA" BGM) (封魔の調 ("GENMA"BGM)?) – 4:20
4. Carry Away ("SONIA" BGM) – 4:31
5. Lunatic Crow ("BRAD" BGM) – 4:26
6. Hironobu Kageyama – The legend ~a dying hero's story~ (GAME SIZE) – 1:31
7. Anza – Ai Wo Shizumeteru (GAME SIZE) (愛を沈めてる (GAME SIZE)?) – 1:05
8. The legend ~a dying hero's story~ (KARAOKE) – 4:42
9. Ai Wo Shizumeteru (KARAOKE) (愛を沈めてる (KARAOKE)?) – 3:37

Durata totale: 32:30

### Drama-CD

#### Psychic Force Radio Drama CD Vol. 1
L'11 aprile 1998 fu messo in commercio da Broccoli un drama-CD intitolato Psychic Force Radio Drama CD Vol. 1 (サイキックフォース ラジオドラマＣＤ ＶＯＬ．１?, Saikikku Fōsu 2012 Rajio Dorama CD VOL. 1), basato sul videogioco.
1. Friends
2. Story #1
3. Story #2
4. Story #4
5. Bonus Track

#### Psychic Force Radio Drama CD Vol. 2
Il 23 maggio 1998 fu messo in commercio da Broccoli un secondo drama-CD intitolato Psychic Force Radio Drama CD Vol. 2 (サイキックフォース ラジオドラマＣＤ ＶＯＬ．２?, Saikikku Fōsu 2012 Rajio Dorama CD VOL. 2), basato sul videogioco.
1. Story #5
2. Story #6
3. Story #7
4. Story #8
5. Bonus Track

#### Psychic Force Radio Drama CD Vol. 3
Il 23 maggio 1998 fu messo in commercio da Broccoli un terzo drama-CD intitolato Psychic Force Radio Drama CD Vol. 3 (サイキックフォース ラジオドラマＣＤ ＶＯＬ．３?, Saikikku Fōsu 2012 Rajio Dorama CD VOL. 3), basato sul videogioco.
1. Story #9
2. Story #10
3. Story #11
4. Story #12
5. Bonus Track
6. Tomokazu Seki e Kyousei Tsukui – LOVE CAN SAVE THE WORLD (testo: Harold Payne – musica: Rick Cowling Jr)

#### PSYCHIC FORCE 2012 -AUDIO DRAMA Vol.1-
Il 21 agosto 1998 fu messo in commercio da Zuntata Records un drama-CD intitolato PSYCHIC FORCE 2012 -AUDIO DRAMA Vol.1- (サイキックフォース2012 -オーディオドラマ Vol.1-?, Saikikku Fōsu 2012 -Ōdio Dorama Vol. 1-), il quale riprende le vicende del videogioco.
1. Chapter 1 Prologue Maito (Chapter 1 序章 マイト?)
2. Chapter 2 Noa Collapse... And Then (Chapter 2 ノアの崩壊・・・そして?)
3. Chapter 3 Surge (Chapter 3 波動?)
4. Chapter 4 Angel of the Earth Pole (Chapter 4 地極のエンジェル?)
5. Chapter 5 Charisma of Despair (Chapter 5 失意のカリスマ?)
6. Chapter 6 Noa Rebith (Chapter 6 新生ノア?)
7. Chapter 7 Betrayal (Chapter 7 裏切り?)

#### PSYCHIC FORCE 2012 -AUDIO DRAMA Vol.2-
Il 21 settembre 1998 fu messo in commercio da Zuntata Records un secondo drama-CD intitolato PSYCHIC FORCE 2012 -AUDIO DRAMA Vol.2- (サイキックフォース2012 -オーディオドラマ Vol.2-?, Saikikku Fōsu 2012 -Ōdio Dorama Vol. 2-), il quale prosegue e conclude le vicende iniziate nel primo disco.
1. Chapter 1 Hunter Hunting (Chapter 1 ハンター狩り?)
2. Chapter 2 Leader's Illusions (Chapter 2 指導者の幻想?)
3. Chapter 3 Judgment of Utopia (Chapter 3 理想郷の審判?)
4. Chapter 4 Time's Strain (Chapter 4 時の歪み?)
5. Chapter 5 Future Evil Deed (Chapter 5 悪しき未来?)
6. Chapter 6 Tears & flow
7. Chapter 7 Epilogue (Chapter 7 エピローグ?)

## Accoglienza
| Testata                            | Versione | Giudizio |
| ---------------------------------- | -------- | -------- |
| GameRankings (media al 09-12-2019) | DC       | 64.35%   |
| GameRankings (media al 09-12-2019) | PS       | 67.00%   |
| IGN                                | DC       | 6.9/10   |
| Gaming Age                         | DC       | C+       |
| EGM                                | DC       | 6.37/10  |
| GameSpot                           | DC       | 7.1/10   |
| GameSpot                           | PS       | 6.7/10   |
| Next Generation                    | DC       | 1/5      |
| Game Informer                      | DC       | 7/10     |

Le versioni per Dreamcast e PlayStation hanno ricevuto entrambe recensioni miste da parte della critica ma migliori rispetto al predecessore.
Anoop Gantayat di IGN recensì l'edizione per la console SEGA trovando come punti di forza i personaggi, il doppiaggio, i brevi tempi di caricamento, gli sfondi molto ampi e una certa longevità contro un sistema di gioco confusionario che suggerisce di colpire l'avversario a distanza anziché fare uso del corpo a corpo, una grafica che non sfrutta appieno le potenzialità dell'hardware, la colonna sonora generica piuttosto comune, valutandolo con un 6.9.
Jim Cordeira di Gaming Age gli diede C+ considerandolo un sorprendente e gradevole picchiaduro 3D con uno stile simile a quello della serie Dragon Ball Z, lodò in particolar modo il design dei personaggi in puro stile anime, la grafica pulita ma non al pari di altri titoli per la medesima piattaforma come Soulcalibur o Virtua Fighter 3tb, le musiche composte da Zuntata gradevoli ed infine il legame presente tra tutti i personaggi giocabili, il che rende la modalità Storia ancora più interessante grazie anche alla presenza dei sottotitoli. Un altro punto di forza a detta del recensore era il prezzo budget.
Christian Nutt di GameSpot valutò sia la versione per Dreamcast che quella per PlayStation. Alla prima assegnò un 7.1 affermando che il sistema di gioco è originale ma non intuitivo, perciò bisognerà dedicargli più tempo per saperlo apprezzare al meglio e per trovare la profondità del titolo veramente appagante, inoltre sempre a favore è il prezzo di lancio. La seconda invece ricevette un 6.7, consigliando però ai possessori di un Dreamcast di prendere la vecchia versione anziché questa, nel caso contrario per gli utenti Sony lo consigliò solo parzialmente per via dello stile di gioco strano ma bello, una grafica attraente, la musica decente, il design dei personaggi fantastico, tutto sommato divertente ma non abbastanza profondo per durare a lungo.
Altre recensioni dell'edizione Dreamcast furono date dalle riviste: Electronic Gaming Monthly che gli diede un 6.37, Next Generation un 1 e Game Informer un 7.

## Sequel e conversioni
Al Tokyo Game Show del 2005 venne annunciato da Taito la realizzazione di un terzo capitolo della serie, che ricevette il nome provvisorio Project Psychic (プロジェクト サイキック?, Purojekuto Saikikku), e sarebbe uscito per la console di settima generazione PlayStation 3, tuttavia il progetto fu poi abbandonato, cancellato e reso noto solo nel corso del 2007 all'interno della rivista giapponese Famitsū.
Il 29 dicembre 2005 in occasione del decimo anniversario fu pubblicata esclusivamente in Giappone una compilation per PlayStation 2, intitolata Psychic Force Complete (サイキックフォース COMPLETE?, Saikikku Fōsu Konpurīto), contenente una conversione del primo gioco, di questo capitolo e una versione aggiornata di quest'ultimo denominata Psychic Force 2012 EX (サイキックフォース2012EX?, Saikikku Fōsu 2012 Eks), la quale presenta i contenuti dell'edizione PlayStation che vanno ad aggiungere tre personaggi giocabili mantenendo però la grafica di quella per Dreamcast e PC e una modalità galleria che permette di vedere le illustrazioni dei personaggi e settare alcune impostazioni aggiuntive.
Questa raccolta venne messa in commercio in cinque edizioni differenti fra loro: una regolare, tre dedicate ai personaggi di Wendy, Emilio e Wong, ognuna di queste presentava il suddetto personaggio sulla copertina assieme ad un action figure in 3D dello stesso ed infine un'ultima variante contenente tutti e tre i combattenti la quale differiva solo per il colore di Emilio, il quale venne ritratto con il secondo costume (noto anche con il nome di Dark Emilio) anziché con il primo.